# Otto Schwarz (Botaniker)
Otto Karl Anton Schwarz (* 28. April 1900 in Weimar; † 7. April 1983 in Jena) war ein deutscher Botaniker, Hochschullehrer und Abgeordneter der Volkskammer der DDR.
Sein botanisches Autorenkürzel lautet „O.Schwarz“.

## Leben
Otto Schwarz, Sohn eines Handwerkers, besuchte die Bürgerschule und das Realgymnasium in Weimar. Nach dem Abitur 1918 musste er Kriegsdienst im Ersten Weltkrieg leisten. Zum Kriegsende 1918 war er Mitglied des Soldatenrates des Pionierbataillons 19. Er studierte dann von 1919 bis 1926 Botanik in Jena, Hamburg und Berlin. 1919 wurde er Mitglied der Freien Sozialistischen Jugend und 1923 des Roten Studentenbundes, 1927 der KPD. 1927 wurde er an der Universität Berlin zum Dr. phil. promoviert. 1928 wurde er Assistent an der Biologischen Reichsanstalt für Land- und Forstwirtschaft. 1931 bis 1934 war er Professor und Leiter des Instituts für Pflanzenkrankheiten in Smyrna (Türkei). 1934 wurde er nach Rückkehr aus der Türkei wegen ehemaliger Zugehörigkeit zur KPD gemaßregelt und vom öffentlichen Dienst ausgeschlossen. Von 1934 bis 1939 arbeitete er als wissenschaftlicher Mitarbeiter am Botanischen Garten und am Botanischen Museum in Berlin-Dahlem. 1939 erfolgte seine Habilitation an der Universität Berlin. Von 1939 bis 1944 musste er Kriegsdienst leisten, war dann bis 1946 Abteilungsleiter am Institut für Kulturpflanzenforschung in Stecklenberg (Kreis Quedlinburg). (Ab 1943 war er zudem am Kaiser-Wilhelm-Institut für Kulturpflanzenforschung in Tuttenhof bei Wien „auf dem Gebiet der Biologischen Kriegsführung“ eingesetzt).
1946 wurde er Mitglied der SED und des Kulturbundes. Seit 1946 war er Professor mit Lehrstuhl für Spezielle Botanik an der Friedrich-Schiller-Universität Jena und Vorsitzender der Thüringischen Botanischen Gesellschaft und des Botanischen Gartens. Von 1948 bis 1951 und von 1958 bis 1962 war er Rektor der Friedrich-Schiller-Universität Jena.  Seit 1950 war er Vorsitzender des Landesverbandes Thüringen und seit 1953 Vorsitzender der Bezirksleitung Gera des Kulturbundes.
Von 1949 bis 1963 war er als Mitglied der Fraktion des Kulturbundes Abgeordneter der Volkskammer der DDR, seit 1954 Mitglied des Ausschusses für Land- und Forstwirtschaft. Seit 1958 war er auch Mitglied der SED-Bezirksleitung Gera.

## Auszeichnungen
- 1956 Vaterländischer Verdienstorden in Bronze, 1958 in Silber und 1965 in Gold
- 1980 Karl-Marx-Orden
- Orden Banner der Arbeit